# Frantz Massenat
Frantz Massenat (nacido el 17 de enero de 1992 en Ewing, Nueva Jersey) es un exjugador y entrenador de baloncesto estadounidense nacionalizado haitiano. Con 1,93 metros de estatura, juega en la posición de base. Desde 2023 ejerce como sntrenador asistente en la Universidad Drexel.

## Trayectoria deportiva

### Universidad
Jugó cuatro temporadas con los Dragons de la Universidad Drexel en las que promedió 12,9 puntos, 2,8 rebotes y 4,3 asistencias por partido. En sus cuatro temporadas aparecería entre los elegidos de los equipos del año en la Colonial Athletic Association. Así, en 2011 lo haría en el mejor quinteto de novatos, en 2012 y 2014 en el mejor quinteto absoluto y en 2013 en el segundo mejor quinteto.

### Profesional
Tras no ser elegido en el Draft de la NBA de 2014, se marcharía a Alemania para jugar durante dos temporadas en las filas del Mitteldeutscher BC.
En 2016 fichó por el EWE Baskets Oldenburg, club en el que estuvo hasta 2019.
El 4 de julio de 2019 se hace oficial su fichaje por el Morabanc Andorra por una temporada.
Durante la temporada 2020-21, forma parte de la plantilla del Victoria Libertas Pesaro de la Lega Basket Serie A, en el que promedia 11.8 puntos, 2.4 rebotes y 2.8 asistencias.
El 11 de mayo de 2021 ficha por el TD Systems Baskonia de la Liga Endesa, hasta el final de la temporada para ocupar la plaza de Luca Vildoza, tras la marcha de este a los New York Knicks de la NBA.
El 15 de agosto de 2021, firma por el BV Chemnitz 99 de la Basketball Bundesliga.
El 29 de junio de 2022 firmó contrato con el JL Bourg Basket de la Pro A francesa.